# قطعنامه ۱۳۹ شورای امنیت
قطعنامه ۱۳۹ شورای امنیت سازمان ملل متحد که در تاریخ ۲۸ ژوئن ۱۹۶۰ تصویب شد، سندی بین‌المللی دربارهٔ پذیرش اعضای جدید سازمان ملل متحد: فدراسیون مالی است. این قطعنامه طی نشست ۸۶۹ام با ۱۱ موافق، ۰ مخالف و ۰ ممتنع تصویب شد.